# وین پنل
وین پنل (انگلیسی: Vane Pennell; ۱۶ اوت ۱۸۷۶ – ۱۷ ژوئن ۱۹۳۹) ورزشکار راکت اهل بریتانیا بود.